# Газирано пиће
Газирано пиће је пиће (обично безалкохолно) које садржи растворен угљен-диоксид у облику угљене киселине, која пићу даје типичан укус.
Газирана пића узрокују разне здравствене тегобе попут смањења нивоа калијума у крви, што доводи до проблема са мишићима и срцем као и јаких грчева. Овим су посебно угрожени људи који пију велике количине газираних пића дневно и по неколико литара. Учестало конзумирања газираних пића са смањењем количине млијека, воде и природних сокова доводи до недостатка витамина, калцијума и магнезијума; тијелу пријеко потребних храњивих материја. Газирана пића су обогаћена фосфорном киселином која додатно троши храњиве материје у организму односно велике дозе шећера и вјештачких заслађивача из напитка повећавају излучивање калцијума путем мокраће. Према мишљењу биолога Ханс-Петера Кубиса, газирана пића су опасна као и цигарете. Два заслађена газирана напитка у седам дана могу повисити шансе за развој рака гуштераче за 87%, показала је четрнаестогодишња научна студија.

## Здравствени проблеми
Прекомерна конзумација безалкохолних пића заслађених шећером повезана је са гојазношћу, хипертензијом, дијабетесом типа 2, каријесом зуба и ниским нивоом хранљивих материја. Експерименталне студије имају тенденцију да подрже узрочну улогу заслађених безалкохолних пића у овим болестима, иако то оспоравају други истраживачи. Према једном систематском прегледу из 2013. године, 83,3% систематских прегледа без пријављеног сукоба интереса закључило је да конзумација заслађених безалкохолних пића може бити потенцијални фактор ризика за повећање телесне тежине.

### Гојазност и болести повезане са тежином
Од 1977. до 2002. Американци су удвостручили потрошњу заслађених пића – тренд који је био упоредан са удвостручавањем преваленције гојазности. Потрошња напитака заслађених шећером повезана је са тежином и гојазношћу, а промене у потрошњи могу помоћи у предвиђању промена у тежини.
Конзумација безалкохолних пића заслађених шећером такође може бити повезана са многим болестима повезаним са тежином, укључујући дијабетес, метаболички синдром и кардиоваскуларне факторе ризика.

### Зубни каријес
Већина безалкохолних пића садржи високе концентрације једноставних угљених хидрата: глукозе, фруктозе, сахарозе и других једноставних шећера. Ако оралне бактерије ферментишу угљене хидрате и производе киселине које могу растворити зубну глеђ и изазвати каријес, онда заслађена пића могу повећати ризик од каријеса. Ризик би био већи ако је учесталост конзумирања висока.
Велики број сокова је кисеo, као и многа воћа, сосови и друга храна. Конзумирање киселих пића током дужег периода и непрекидно пијуцкање могу еродирати зубну глеђ. Једна студија из 2007. је утврдила да су неке ароматизоване газиране воде једнако ерозивне или више од сока од поморанџе
Стоматолози често саветују употребу сламке јер пиће не долази у толикој мери у контакт са зубима. Такође је сугерисано да треба избегавати прање зуба одмах након испијања безалкохолних пића јер то може довести до додатне ерозије зуба услед механичког дејства четкице за зубе на ослабљену глеђ.

### Густина костију и губитак костију
Једна студија из 2006. на неколико хиљада мушкараца и жена открила је да жене које редовно пију сокове на бази коле (три или више дневно) имају значајно нижу минералну густину костију (BMD) од око 4% у куку у поређењу са женама које нису конзумирале коле. Студија је открила да ефекат редовне конзумације сокова кола није био значајан на BMD мушкараца.

### Бензен
Године 2006, Агенција за стандарде хране Уједињеног Краљевства објавила је резултате свог истраживања нивоа бензена у безалкохолним пићима, које је тестирало 150 производа и открило да четири садрже нивое бензена изнад смерница Светске здравствене организације (СЗО) за воду за пиће.
Америчка управа за храну и лекове објавила је сопствене резултате тестирања неколико безалкохолних пића која садрже бензоате и аскорбинску или ериторбинску киселину. Пет тестираних пића садржало је ниво бензена изнад препорученог стандарда Агенције за заштиту животне средине од 5 ppb. Од 2006. године, FDA је изјавила да верује да „досадашњи нивои бензена који се налазе у безалкохолним пићима и другим пићима не представљају забринутост за безбедност потрошача“.

### Камен у бубрегу
Студија објављена у Клиничком журналу Америчког друштва нефрологије 2013. године закључила је да је конзумација безалкохолних пића повезана са 23% већим ризиком од развоја камена у бубрегу.